# Arnold van Lierop
Arnoldus Sebastianus Antonius Alphonsus (Arnold/Noud) van Lierop (* 25. September 1897 in Steenbergen; † 27. November 1942 im KZ Dachau) war ein niederländischer römisch-katholischer Priester und Journalist. Er war aktiv im Widerstand gegen den Nationalsozialismus und wurde 1942 im Konzentrationslager Dachau ermordet.

## Leben
Van Lierop erhielt am 21. Mai 1921 die Priesterweihe. Von 1922 bis 1926 war er Kaplan in Den Hout und danach, von 1926 bis 1931, in Teteringen, bei Breda. Er war auch Feldgeistlicher der Niederländischen Armee. 1931 wurde er in Breda Chefredakteur der von Hein Hoeben herausgegebenen Katholieke Wereldpost (KWP).
Seit den 1930er Jahren war van Lierop als publizierender Mitarbeiter der KWP ein Kämpfer gegen den aufkommenden Nationalsozialismus und das NS-Regime und warnte die Bevölkerung vor dessen Gefahren und Verbrechen. Die Zeitschrift versuchte eine „kämpfende katholische“ Alternative zu Faschismus und Kommunismus populär zu machen. Auch in die Niederlande geflohene deutsche Katholiken, wie Friedrich Muckermann und Franz Ballhorn, veröffentlichten in der KWP ihre NS-feindlichen Artikel.
Nach dem deutschen Einmarsch im Mai 1940 und der Besetzung Bredas wurde van Lierop am 28. Juni 1940 zusammen mit anderen Mitarbeitern der KWP verhaftet. Er wurde als politischer Gefangener ins KZ Sachsenhausen verbracht und im Juli 1942 in das Konzentrationslager Dachau überstellt, wo er am 27. November 1942 verstarb.
Arnold van Lierop wurde 45 Jahre alt.